# إيفرست (فلم 1998)
إفرست هو عبارة عن فيلم وثائقي أمريكي يدور حول المشقة في تسلق قمة جبل إفرست وهي أعلى نقطة على سطح الأرض والتي تقع في جبال الهملايا في النيبال ولقد نشر لمسارح الـ Imax في عام 1998 الفيلم ذو الأربعين دقيقة وهو من رواية ليام نيسون وصور كليا لكي يكون ملائما لشاشات الـ Imax الضخمة وهو يتضمن التدرب والاستعداد لتسلق قمة[ ؟ ] افريست وهو يتحدث أيضا عن المخاطر في تسلق هذه القمة مثل الانهيارات الثلجية وأيضا قلة الأكسجين في مثل هذه المرتفعات هذا الفيلم وكان في الإنتاج في جبل إفرست أثناء حصول حادثة 1996 حينما علقت مجموعة من المتسلقين في عاصفة ثلجية قرب القمة وهذا الفيلم يحتوي على صور[ ؟ ] لهؤلاء الأشخاص وهذا الفيلم حقق أرباح في بداية عرضه في أدوار السينما في أمريكا[ ؟ ] وكندا تقدر بـ 87 مليون دولار وهو ثاني أكبر ربح لفلم وثائقي في تاريخ أدوار SPG 2010 عرض الـ Imax.

## وصلات خارجية
- مقالات تستعمل روابط فنية بلا صلة مع ويكي بيانات